# Марио Ђуровски
Марио Ђуровски (Београд, 11. децембар 1985) јесте македонски фудбалер српскога порекла. Његов отац је бивши фудбалер Милко Ђуровски, а брат му је музичар Марко Ђуровски.

## Клупска каријера
Почео је да тренира у фудбалској школи Браћа Протић у Београду. У млађим категоријама је играо прво за Чукарички, а потом је две и по године провео и у Црвеној звезди. Као играч Црвене звезде је био на позајмицама у тадашњим трећелигашима Младеновцу и Сопоту.
У лето 2004. прелази у Бежанију, која је тада наступала у другом рангу. Са екипом Бежаније је 2006. изборио пласман у Суперлигу Србије, па је у сезони 2006/07. по први пут заиграо у највишем рангу. У августу 2007. потписује четворогодишњи уговор са Војводином. Са новосадским клубом је био вицешампион Србије у сезони 2008/09, док је у наредној 2009/10. сезони стигао до финала Купа.
У фебруару 2011. је раскинуо уговор са Војводином и прешао у Металург из Доњецка. У украјинском клубу није успео да се избори са статус првотимца. Одиграо је само седам првенствених утакмица.
У фебруару 2012. одлази на Тајланд где потписује за Муангтонг јунајтед. Убрзо након његовог доласка, на место тренера овог клуба је постављен Славиша Јокановић. Под вођством Јокановића, Муангтонг јунајтед је 2012. освојио титулу првака Тајланда, а Ђуровски је том успеху допринео са 15 постигнутих голова. Ђуровски је одиграо четири сезоне за Муангтонг након чега је у истој земљи још наступао и за Бангког јунајтед, Бангкок Глас а током 2019. је поново заиграо за Муангтонг јунајтед.

## Репрезентација
Ђуровски је играо за сениорску репрезентацију Македоније током 2010. и 2011. године. У том периоду је одиграо 12 утакмица и постигао 2 гола.

### Голови за репрезентацију
| Датум              | Место                        | Противник  | Резултат | Гол | Такмичење                 |
| ------------------ | ---------------------------- | ---------- | -------- | --- | ------------------------- |
| 29. мај 2010.      | Бишофсхофен, Аустрија        | Азербејџан | 3–1      | 88' | Пријатељска               |
| 7. септембар 2010. | Скопље, Република Македонија | Јерменија  | 2–2      | 42' | Квалификације за ЕП 2012. |

## Приватни живот
Марио Ђуровски је из српске породице из Старе Србије (данашња Северна Македонија). Његово презиме с очеве стране је било Стојановић и Петровић. Међутим, под комунистичком диктатуром Јосипа Броза у ФНРЈ одмах после Другога светског рата, они су морали да промене презиме. Оно је добијено по најстаријем живом члану породице Ђуру Стојановићу (Маријевом чукундеди).